# Cultura de Samarra

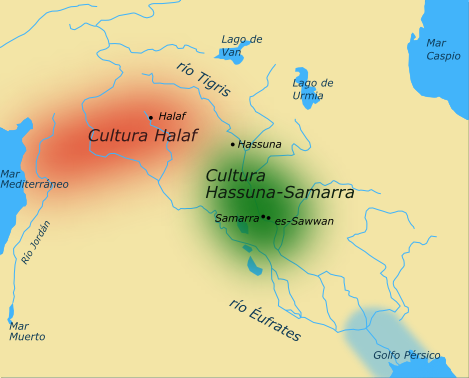
Localização da cultura samarrana na Mesopotâmia.

Cultura Samarrana, ou Cultura de Samarra, é uma cultura arqueológica calcolítica da região central da Mesopotâmia, ca. do período de 5 500 – 4 800 a.C. Esta se sobrepõe parcialmente às culturas hassuna e ubaid. 
Reconhecida pela primeira vez durante as escavações do arqueólogo alemão Ernst Herzfeld no local de Samarra (Iraque), também foram encontrados vestígios nas regiões iraquianas de Tell Shemshara (Suleimânia), Tell es-Sawwan (Saladino) e, Yarim Tepe (Sinjar).